# Marco Mattoli
Marco Fabio Mattoli, né à São Paulo le 12 février 1965 et mort à São Paulo le 7 août 2022, était un chanteur, compositeur et guitariste brésilien. Mattoli était le chanteur et guitariste du groupe de samba-rock Clube do Balanço.

## Biographie
En 1990, il fonde le groupe Os Guanabaras et, en 1993, le groupe sort un album du même nom. En 1997, Mattoli sort un album solo sur le marché japonais, Balanço Bom É Coisa Rara.
En 1999, il fonde le groupe Clube do Balanço, dans le but de faire revivre le samba-rock. En 2001, le groupe sort l'album Swing & Samba-rock avec la participation de nombreux artistes. En 2016, il participe au CD et DVD Se assoprar posso acender de novo en l'honneur de l'artiste de samba de São Paulo Adoniran Barbosa, entièrement composé de nouvelles chansons du compositeur, où il chante Encalacrado, un duo avec la chanteuse Fabiana Cozza.
En 2018, Mattoli sort son deuxième album solo, Samba do Marcos, contrairement à ses œuvres précédentes, l'album est dédié aux formes les plus traditionnelles de samba. Il dirige le label Mundaréu de YB Music. 
Matolli, décédé le 7 août 2022, n'a pas survécu à une deuxième crise cardiaque, deux semaines après la première, qui l'a contraint à subir une intervention chirurgicale pour poser quatre pontages.

## Discographie

### Solo
- 1997 - Balanço Bom É Coisa Rara
- 2018 - Samba do Marcos

### Avec le Clube do Balanço
- 2001 - Swing & samba-rock
- 2005 - Samba incrementado
- 2009 - Pela Contramão
- 2014 - Menina da Janela
- 2019 - Balanço na quebrada